# Rontignon
Rontignon é uma comuna francesa na região administrativa da Nova Aquitânia, no departamento dos Pirenéus Atlânticos. Estende-se por uma área de 7,04 km². Em 2010 a comuna tinha 857 habitantes (densidade: 121,7 hab./km²).